# Nachal Rabi Jan'aj
Nachal Rabi Jan'aj (hebrejsky: נחל רבי ינאי) je vádí v severním Izraeli.
Začíná na jižních úbočích hory Har Kana'an, na okraji čtvrti města Safed Ramat Menachem Begin, v Horní Galileji. Směřuje pak k jihu a prudce se zařezává do okolního terénu, čímž vytváří hluboký kaňon. Pak se stáčí k západu a kaňon se stále prohlubuje. Ústí pak zleva do turisticky využívaného vádí Nachal Akbara v prostoru starověké židovské a pozdější arabské vesnice Akbara, přičemž arabské osídlení je zde zachováno do současnosti, třebaže moderní arabská vesnice Akbara již stojí o několik set metrů dále k západu, nad vlastním kaňonem, na svazích částečně zalesněné hory Ramat Pašchur.
Právě ve vesnici Akbara působil židovský učenec rabi Janaj, po němž je vádí pojmenováno.